# Алкин, Шайхулла Сибгатуллович
Алкин Шайхулла Сибгатуллович (тат. Шәйхулла Сибгатулла улы Алкин) — татарский писатель, политический и общественный деятель.

## Биография
Шайхулла Алкин родился 15 августа 1893 года в крестьянской семье в селе Старые Чечкабы Свияжского уезда Казанской губернии (ныне в Кайбицком районе Республики Татарстан). Отец — Сибгатулла Алкин, татарский общественный и религиозный деятель. Дед — татарский общественный деятель Габделлатиф Алкин. В 1905 году он окончил новометодное медресе в Казани, а затем, в 1913 году, — торговое училище в Казани. Во время пребывания в Казани Шайхулла Алкин начал сотрудничать с татарской периодической печатью.
С 1913 по 1918 года учился в торговом институте Москвы. Во время учёбы в Москве Шайхулла Алкин активно участвовал в татарской общественной жизни города. В эти годы при коммерческом институте был организован кружок «Взаимопомощи студентов-мусульман», председателем правления которого был избран Шайхулла Алкин.
Занимался торговлей, в ходе Февральской революции вступает в ряды борцов за независимую государственность татарского народа. Участвовал в I и II Всероссийских съездах мусульман (1—11 мая 1917 г.) и (16 июля — 2 августа 1917 г.). Также был депутатом Народного собрания в Уфе (22 ноября 1917 — 11 января 1918). На II Всероссийском мусульманском съезде был избран членом Милли Шура. Принимал участие в работе Комиссии по выработке основ культурно-национальной автономии мусульман Внутренней России и Сибири. Депутат Миллэт Меджлиси (1917—1918 гг.), возглавлял финансовую комиссию, был избран председателем Малия назарате. Выступал за включение Астраханской и Самарской губернии в состав будущего Урало-Волжского Штата. Один из активных сторонников и защитников культурно-национальной автономии.
Шайхулла Алкин не приемлет Октябрьскую революцию. В августе 1917 года переехал в Уфу для участия в организации созыва Национального собрания вместе с другими членами коллегии.
Осенью 1918 года, когда город Уфа был захвачен Советами, переехал в город Томск. В личном деле Шайхуллы Алкина сохранился исторический документ от 14 августа 1920 года. В своей просьбе Шайхулла Алкин просит предоставить некоторые документы для сдачи экзаменов для перевода в Томский университет.
Жизнь Шайхуллы Алкина после отъезда из Уфы неизвестна. Татарский пистаель Галимджан Ибрагимов в своей статье в газете «Татарстанские известия» (от 7 февраля 1922 года) пишет:
Казанлы язучылардан Шәйхулла Алкин язмышы фаҗига белән бетте. Чех, Колчак артыннан байтак өстерәлеп, ахырда Ырынбурга кайтып, үзен-үзе атып үтергән имеш. (Трагически закончилась судьба одного из казанских писателей Шайхуллы Алкина. Ходил с чехами, с Колчаком, в конце концов вернулся в Оренбург и застрелился.)Ибрагимов, Галимджан Гирфанович

## Творческая деятельность
Творческая деятельность Алкина началась в 1913 году. Публикуется в газете «Ил» со статьями социального содержания. Он также вносит свой вклад в детскую литературу. Его труды в этой области были опубликованы в разных номерах журнала «Ак юл» в 1914 году.
Он развивает свое творчество в двух направлениях. Первое — это научные статьи: «Башкортлар җыены» (Собрания башкир), «Агачлар, үләннәр дөньяда ничек тереклек итәләр» (Как проживают в мире деревья, растения). Второе — это рассказы: «Үрдәкләр», «Мескен песнәк», «Хәнҗәр» («Утки», «Бедная синичка», «Кинжал»).

## Книги
- Детская душа. Казань, 1921. (Балалар күңеле. Казан, 1921.)[1]